# 1 Turkiestański Korpus Armijny
1 Turkiestański Korpus Armijny Imperium Rosyjskiego (ros. 1-й Туркестанский армейский корпус) – jeden ze związków operacyjno-taktycznych  Imperium Rosyjskiego w czasie I wojny światowej, w składzie frontów; Północno-Zachodniego i Południowo-Zachodniego. Sformowany w 1899 r., w składzie Turkiestańskiego Okręgu Wojskowego. Miejsce stacjonowania sztabu w 1914 - Taszkent. Rozformowany w 1918. 

## Struktura organizacyjna
Organizacja w 1914
- dowództwo i sztab – Taszkent
- 1 Turkiestańska Brygada Piechoty
- 2 Turkiestańska Brygada Piechoty
- 3 Turkiestańska Brygada Piechoty
- 1 Turkiestańska Dywizja Kawalerii
- Turkiestański batalion saperów
- Turkiestańska kompania pontonowa

## Podporządkowanie
- 10 Armii (2 sierpnia 1914 - 22 września 1914)
- 1 Armii (od 22 października 1914)
- 12 Armii (od 23 stycznia 1915)
- 1 Armii (17 lutego - 21 lipca 1915)
- 2 Armii (12 sierpnia - 1 września 1915
- 4 Armii (18 września 1915 - 3 kwietnia 1916)
- 3 Armii (14 kwietnia - 1 sierpnia 1916)
- Armii Specjalnej (27 sierpnia - grudzień 1917)

## Dowódcy korpusu
- gen. piechoty  M. P. Jerofiejew (01.1913 - 12.1914)
- gen. kawalerii S. M. Szejdeman (12.1914 - 06.1917)
- gen. lejtnant A. J. Kuszakiewicz (od czerwca 1917)